# Franco Comotti
Gianfranco Alessandro Maria Comotti, född 24 juli 1906 i Brescia, död 10 maj 1963 i Bergamo, var en italiensk racerförare.
Comotti tävlade i Grand Prix-racing och sportvagnsracing under 1930-talet, under närmast amatörmässiga former.
Efter andra världskriget körde Comotti två formel 1-lopp för två italienska privatstall.

## F1-karriär
| Säsong | Stall/Tillverkare | Poäng | Placering |
| ------ | ----------------- | ----- | --------- |
| 1950   | Scuderia Milano   | 0     | -         |
| 1952   | Scuderia Marzotto | 0     | -         |